# Magdalena Kordel
Magdalena Kordel (ur. 11 lutego 1978 w Otwocku) – polska pisarka, autorka powieści obyczajowo-romantycznych.

## Twórczość
W 2005 roku debiutowała publikacją „48 tygodni” pisaną w odcinkach dla lokalnej gazety, w Otwocku. Po pozytywnym odbiorze powieści, autorka napisała kolejną książkę, której zdecydowała się nie ukazywać światu, ale mąż pisarki przekonał ją i wysłała swoją pracę do dwóch wydawnictw, książka została dobrze przyjęta przez recenzenta. Po kolejnym sukcesie napisała dwie książki, które zostały odrzucone. Porażka zbiegła się czasowo z niepowodzeniem finansowym, lecz Magdalena Kordel zaczęła pisać serię „Uroczysko” – tom pierwszy z cyklu o tej samej nazwie; (dalej: „Sezon na cuda”, „Wino z Malwiną” oraz „Okno z widokiem”).

### Publikacje
- 48 tygodni (2005)
- Uroczysko (2010)
- Sezon na cuda (2010)
- Okno z widokiem (2011)
- Wino z Malwiną (2012)
- Malownicze. Wymarzony czas (2014)
- Tajemnica bzów. Malownicze (2015)
- Nadzieja i marzenia. Malownicze (2016)
- Anioł do wynajęcia (2016)
- Córka wiatrów. Wilczy dwór (2017)
- Serce z piernika (2017)
- Pejzaż z aniołem (2018)
- Serce w skowronkach (2018)
- Serce w obłokach (2019)
- Antolka (2019)
- Nieświęty Mikołaj (2019)
- Malownicze. Wymarzony dom (2019)
- Bo nadal Cię kocham (2020)
- W blasku słońca (2020)